# 델마 (2017년 영화)
《델마》(Thelma)는 2017년 개봉한 노르웨이의 초현실적 공포 드라마 영화이다. 요아킴 트리에르가 감독과 공동각본을 맡았다. 2017 노르웨이 국제 영화제에서 전세계 최초로 상영되었다.

## 출연
주연
- 에일리 하르보에 - 델마 역
- 카야 윌킨스(노르웨이어판) - 아냐 역

조연
- 엘렌 도리트 피테르센 - 우니 역
- 헨리크 라파엘센 - 트론드 역
- 안데르스 모슬링 - 폴슨 박사 역
- 이사벨 크리스틴 안드레슨

## 같이 보기
- 성소수자 영화 목록